# シュヴルール塩

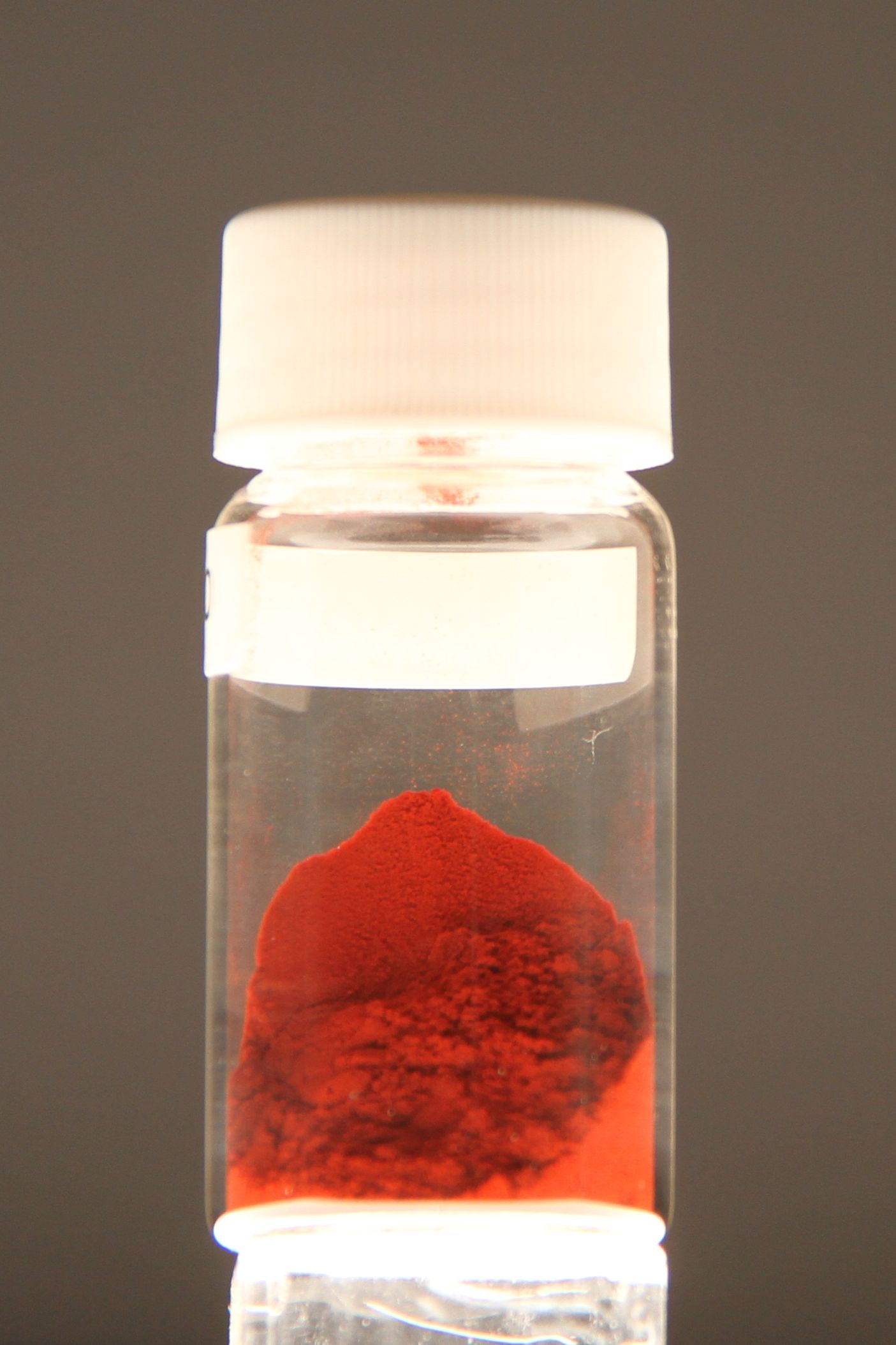
小瓶に入ったシュヴルール塩

シュヴルール塩（シュヴルールえん、英語: Chevreul's salt）または、亜硫酸銅(I,II)二水和物（ありゅうさんどう いちに にすいわぶつ、英語: copper(I,II) sulfite dihydrate、Cu
2SO
3 ·  CuSO
3 · 2H2O または Cu
3(SO
3)
2 · 2H2O）は、フランスの化学者、ミシェル＝ウジェーヌ・シュヴルールが1812年に初めて合成した銅の塩である。銅の一般的な酸化状態の両方を含む混合原子価錯体である。水には溶けず、空気中で安定している。

## 合成
シュヴルール塩は、硫酸銅(II)水溶液をピロ亜硫酸カリウム溶液で処理することによって合成される。溶液は直ちに青色から緑色に変化する。この溶液を加熱すると、赤い固体の沈殿物ができる。 
3CuSO
4 + 4K
2S
2O
5 + 3H
2O → Cu
3(SO
3)
2 · 2H2O + 4K
2SO
4 + 4SO
2 + H
2SO
4
塩を形成する溶液中にナトリウムイオンが存在する場合、イオンが同じ電荷で大きさも近いため、ナトリウムは銅(I)の一部を代替することができる。

## 反応
シュヴルール塩は銅(I)と銅(II)の両方の性質を示す。塩酸は塩化銅(I)の白い固体を生成する。過剰量の酸を加えると沈殿物は溶解する。この生成物にアンモニア水を加えると、溶解して濃い青色の[Cu(NH
3)
4]2+錯体が生成する。
不活性雰囲気中で加熱すると200℃まで安定である。水と二酸化硫黄を放出してCuSO
4 ·  Cu
2O と CuSO
4 ·  2CuOが生成する。850℃でCuOが生成し、900℃から1100℃でCu
2Oが現れる。空気中または酸素中で加熱すると、CuSO
4、CuSO
3、最終的にはCuOが生成する。

## 性質
シュヴルール塩の赤外線スペクトルには、473cm−1、632cm−1に極大の強いバンド、915cm−1、980cm−1、1025cm−1に中程度のバンド、860cm−1に弱いバンドがある。980cm−1は亜硫酸基の対称伸張、632cm−1は対称屈曲、915cm−1は非対称伸張、473cm−1は非対称屈曲によるものである。これらのバンドに分裂がないことは、亜硫酸基が化合物中の他の部分によって歪んでいないことを示している。
光反射スペクトルは425 nm付近に吸収を示し、500 nmに肩がある。これは亜硫酸銅の発色団によるものである。近赤外域の785 nmにピークを持ち1000 nmに肩のある吸収は、銅イオンのヤーン・テラー効果によるものである。最大反射は、スペクトルの赤色部分の650 nm付近である。
赤外領域でのバンドギャップは0.85 eVである。
シュヴルール塩は、Cu
2SO
3 ·  FeSO
3 · 2H2O、Cu
2SO
3 ·  MnSO
3 · 2H2O、Cu
2SO
3 ·  CdSO
3 · 2H2O 等の式を持つ二重塩の代表的な化学種である。これらの塩の特性は、イオン半径とイオンの硬さの影響を示している。
類似化合物であるCu
2SO
3 ·  NiSO
3 · 2H2Oは赤レンガ色である。これは、硫酸ニッケルと硫酸銅の混合溶液に二酸化硫黄をバブリングし、80℃に加熱してpHを3.5に変化させ、塩を沈殿させることによって合成する。
シュヴルール塩の熱伝導率は0.1kWcm−1K−1、熱容量は0.62Jcm−3K−1、温度拡散率は0.154cm2s−1である。
比磁化率は3.71×10−6 emu/gである。
シュヴルール塩の結晶では、銅には2つの状態がある。酸化数が+1の銅は、3個の酸素と1個の硫黄原子に囲まれた歪んだ四面体空間の中にある。酸化数が＋2の銅（または同形の他の金属）は、4個の酸素原子と2個の水分子に囲まれた歪んだ八面体形分子構造をしている。
シュヴルール塩のX線光電子スペクトルは、955.6、935.8、953.3および943.9 eVに Cu(II) 2p1/2, 2p3/2,  Cu(I) 2p1/2, 2p3/2 に対応するピークが見られる。963.7 eVと943.9 eVにも銅の二次ピークがある。硫黄 2p は166.7 eVに、酸素 1sは531.8 eVにスパイクがある。

## 利用
シュヴルール塩は、鉱石から銅を抽出する湿式製錬で使用される。まず鉱石を酸化し、次いで硫酸アンモニウム-アンモニア溶液で抽出する。その後、二酸化硫黄を注入し、シュヴルール塩を沈殿させる。沈殿が起こるためには、pHが2 ～ 4.5でなければならない。
シュヴルール塩は、二酸化硫黄で汚染された湿度の高い空気の存在下で、銅金属の腐食生成物として形成する。生成当初は、a=5.591、b=7.781、c=8.356 Åの不安定な斜方晶だが、1ヵ月後には通常の単斜晶に変化する。